# Piazza della Repubblica (Jesi)
Piazza della Repubblica è la piazza principale della città marchigiana di Jesi, in provincia di Ancona.
Dall'angolo occidentale inizia la prospettiva di Corso Matteotti e a quello di nord-est, l'arco del Magistrato immette alla parte medioevo-rinascimentale del centro storico.

## Storia e descrizione

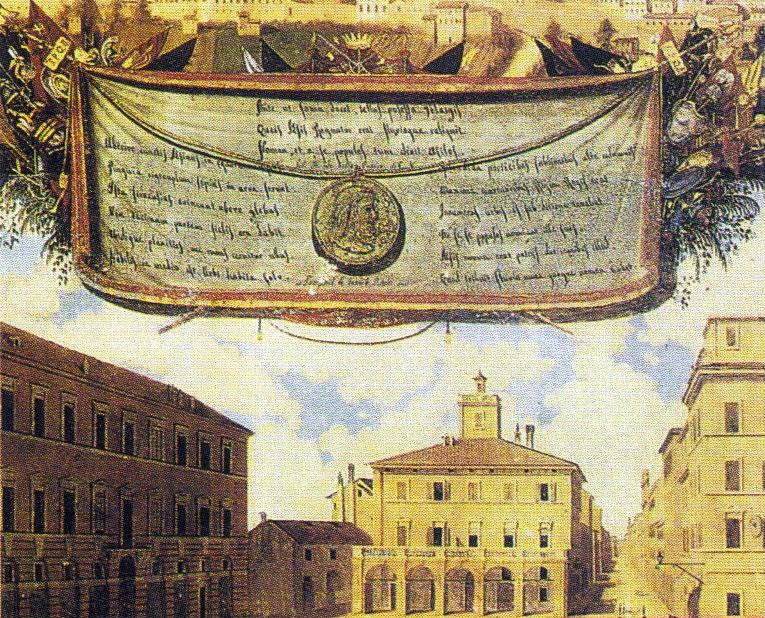
La piazza in un dipinto del 1825 di Angelo Colocci.

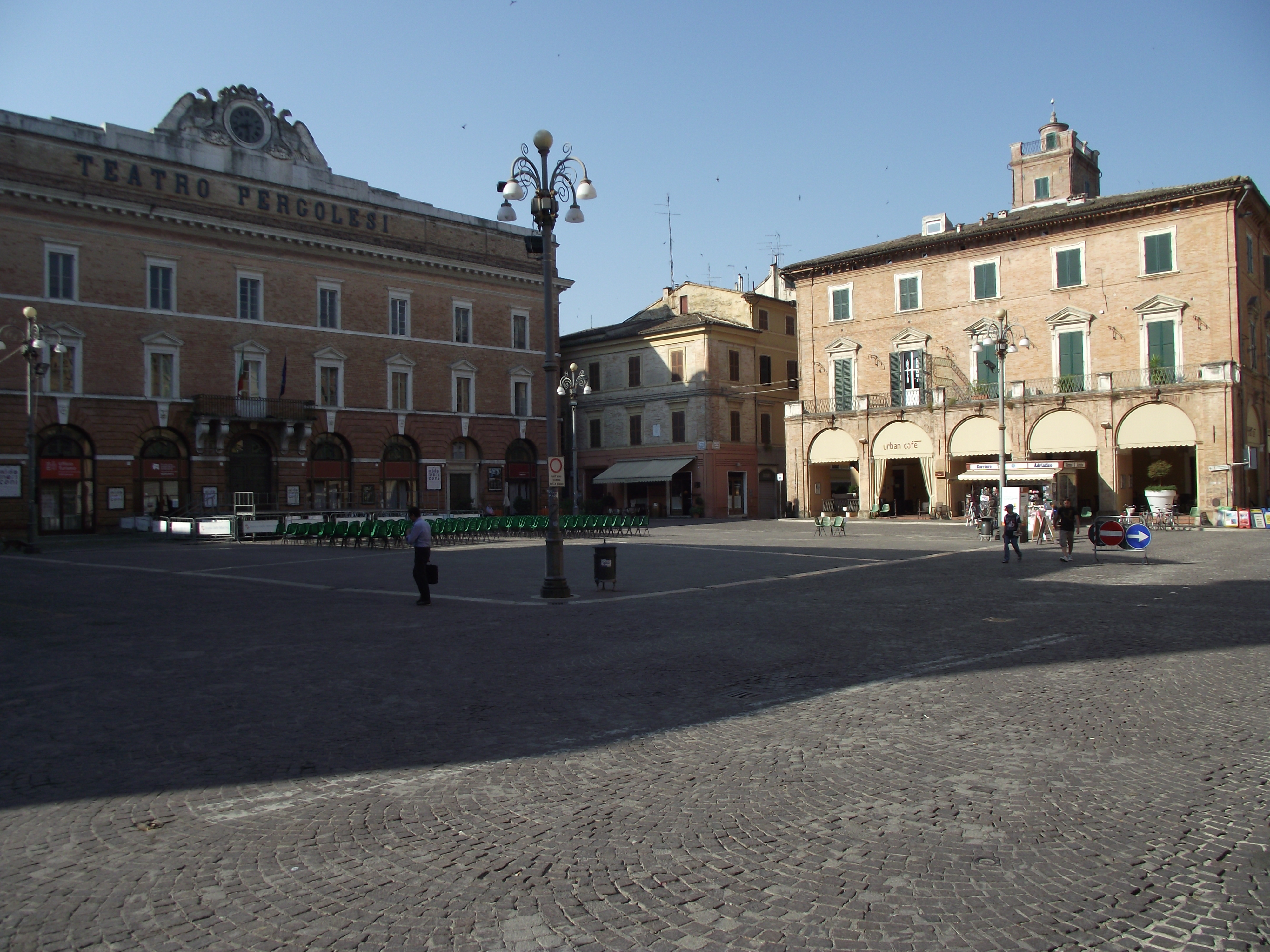
Veduta della piazza con palazzo Magagnini.

Anticamente era uno spazio, forse militare, davanti all'arco del Magistrato, antico accesso alla città. Affiancava l'ingresso cittadino il torrione meridionale della rocca Pontelliana, fortezza eretta da Baccio Pontelli a completamento delle Mura di Jesi; demolita alla fine del XIX secolo. Da questo punto si apriva verso ovest la vasta area detta di Terravecchia, che conoscera forti sviluppi urbanistici a partire dalla fine del XVII secolo.
Agli inizi del XVI secolo si impiantò in questo luogo la Confraternita dei Poveri e della Morte, che assistevano i poveri, i carcerati e i condannati a morte, i quali vi edificarono una chiesa. Da cui l'antica denominazione di piazza della Morte.
Fra il 1728 e il 1731 venne costruito appena davanti all'entrata della città il teatro del Leone, in legno, uno dei primi teatri delle Marche, poi andato distrutto da un incendio nel 1782.
Alla fine del XVIII secolo l'area venne urbanizzata con l'impianto della piazza attuale che ben presto venne attorniata da palazzi nobiliari. Nel 1790 il Comune cedette alla Società della Concordia l'area sud orientale della piazza, già occupata da botteghe, che per volere della nobiltà cittadina vi edificò un nuovo teatro. Sull'angolo meridionale, fra il teatro e palazzo Magagnini, sorgeva l'antica beccheria (macelleria pubblica), trasferita nel XIX secolo nell'attuale mercato pubblico del 1859.

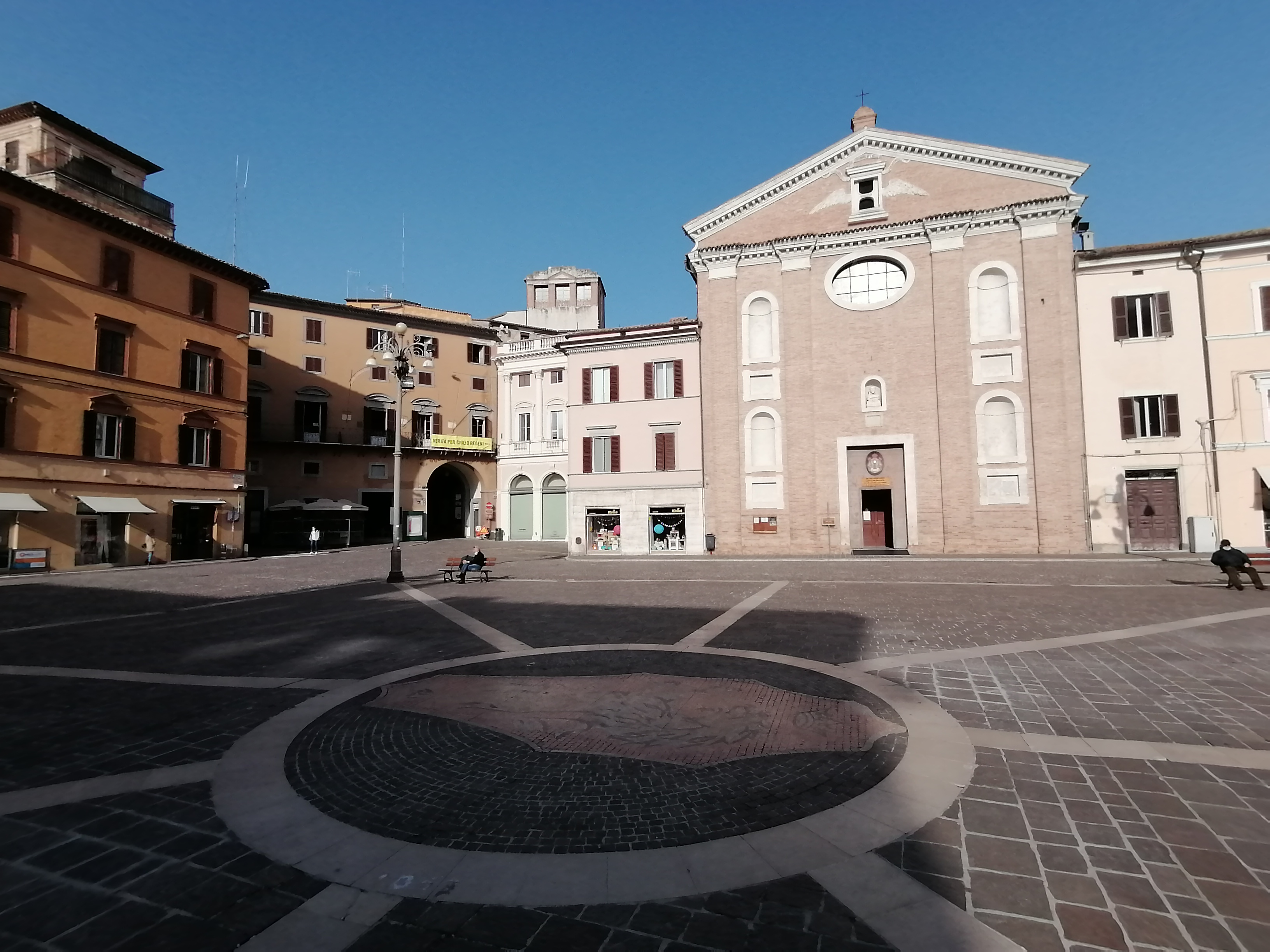
Veduta con la facciata posteriore del municipio e l'arco del Magistrato.

La livellazione e pavimentazione della piazza si deve all'architetto comunale Giovanni Grilli (1765-1830 ca.); mentre nel 1844 il figlio Raffaele Grilli disegnò la monumentale fontana-obelisco e Luigi Amici ne scolpì le sculture delle leonesse. Quest'opera, per ragioni di viabilità e parcheggio, venne traslata nel 1949 depositandola in piazza Federico II. Nel luglio 2021 la fontana venne ricollocata al centro della piazza, in seguito a un lascito testamentario

### Lato nord-ovest
- Palazzo Comunale, fronte posteriore.
- Arco del Magistrato. Già porta Romana, era l'accesso occidentale della città. Al suo fianco si ergeva il torrione meridionale della rocca Pontelliana, abbattuta alla fine dell'800 per erigere la facciata neoclassica di palazzo Magnanelli[1], a "degna" chiusura scenografica della prospettiva di corso Matteotti.

### Lato sud-est

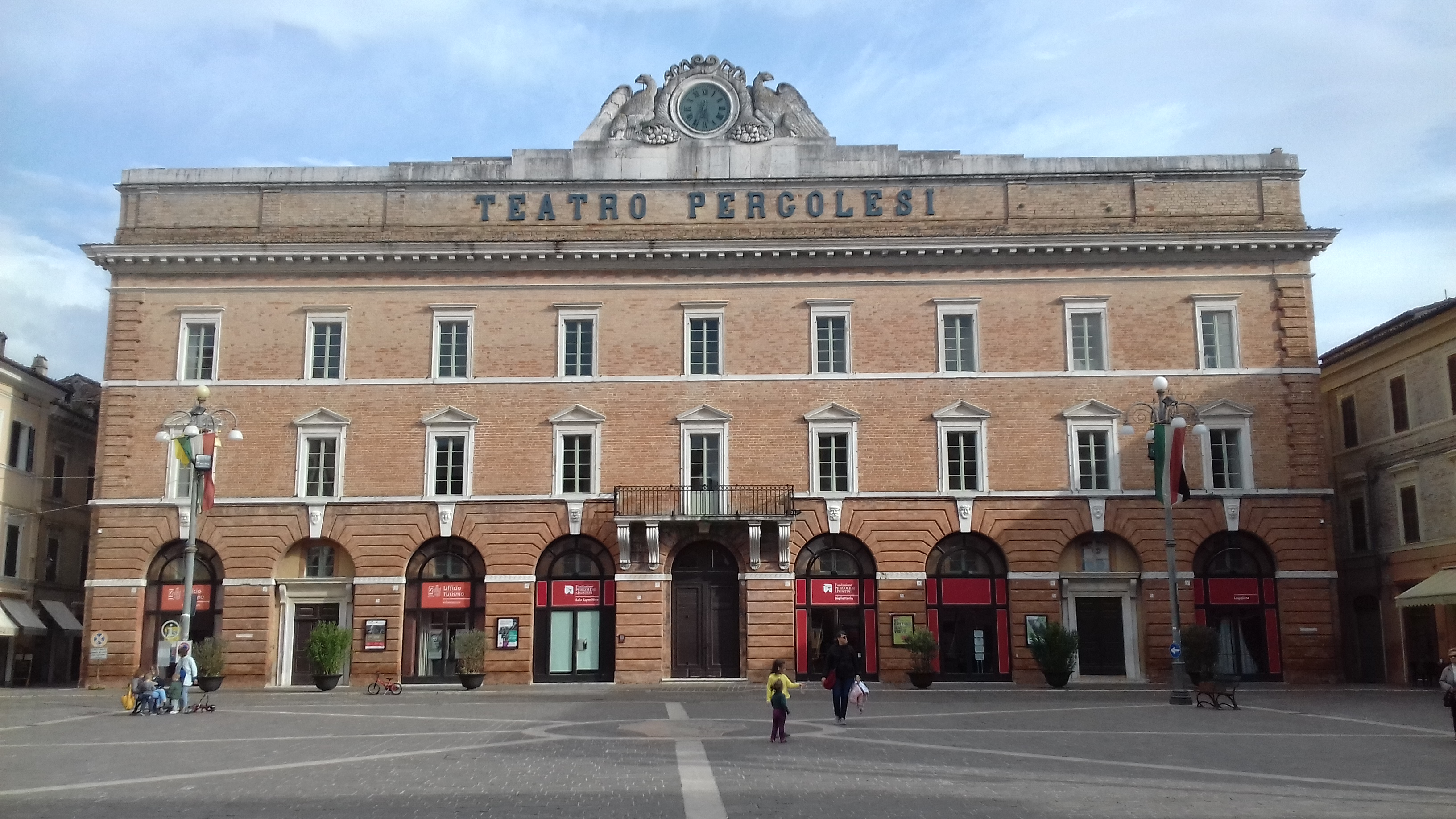
Jesi, teatro Pergolesi.

Tutto la lunghezza del lato è occupato dal teatro Pergolesi
Già della Concordia, venne costruito nel 1790 su progetto dell'architetto Francesco Maria Ciaraffoni. Fu inaugurato nel 1798, in piena occupazione francese, con due opere del Cimarosa, La capricciosa corretta e Il principe spazzacamino, che vennero cantate dal soprano pesarese Anna Guidarini, madre di Gioachino Rossini, in un teatro disertato dalla nobiltà jesina per paura di rappresaglie da parte dei giacobini. Nel 1883 il teatro cambiò nome, perdendo quello originale della Concordia e assumendo quello del musicista jesino Giovanni Battista Pergolesi; venne poi ceduto definitivamente dalla Società al Comune nel 1933.

### Lato orientale
- Chiesa dell'Adorazione. Anticamente della "Morte", in quanto sede della Confraternita dei Poveri e della Morte, venne eretta una prima volta nel XVI secolo e poi rifatta, nelle forme attuali alla fine del medesimo[1]. Venne elevata a collegiata nel 1744 e in quest'occasione venne rifatta la facciata idi stile neo-rinascimentale. Nel 1861 venne abolita la collegiata e nel 1940, il vescovo Falcinelli, la dedicò all'Adorazione perpetua dell'Eucaristia.

### Lato occidentale
Tutto il fronte ovest è occupato da palazzo Magagnini, eretto nel 1787 su progetto dell'architetto cuprense Mattia Capponi. Si compone di due piani sovrastati da un'altana che sorge alla sommità del tetto. Un grande loggiato-portico sovrastato da ampia terrazza avanza dalla facciata. All'interno, le sale del piano nobile, presentano alcune decorazioni a grottesche. Fu voluto dai Magagnini, facoltosa famiglia aggregata alla nobiltà jesina nel 1609. Il loro massimo esponente fu Rambaldo Magagnini, vescovo di Jesi dal 1872 al 1892.